# Consuelo Ramos de Francisco
Consuelo Ramos de Francisco (Calabozo, estado Guárico, 12 de julio de 19) es una bibliotecóloga e historiadora venezolana, docente e investigadora de la Universidad Central de Venezuela (UCV). Su trabajo profesional se ha centrado en evaluar y estudiar la investigación como un proceso inherente a la docencia y la extensión universitarias. En ese marco ha promovido la organización, evaluación y estudio de las revistas académicas como uno de los productos más tangibles de la investigación y la producción científica. Para ello ha dictado cursos de técnicas de investigación documental, indización de revistas, sistemas de evaluación, repositorios, bibliografía especializada, bibliometría. Ha sido promotora y facilitadora de talleres para editores de revistas académicas y de seminarios sobre políticas editoriales. Ha promovido la relación entre las universidades, las asociaciones profesionales y los entes gubernamentales en favor de la producción de revistas académicas y del reconocimiento a los investigadores.
Es Individuo de Número, Sillón XXIII, de la Sociedad Venezolana de Historia de la Medicina (SVHM) en 2003. Su trabajo de incorporación a la SVHM fue considerado por Nora Bustamante Luciani, quien en su discurso de contestación expresó lo siguiente: ...«el trabajo de la Profesora Consuelo Ramos de Francisco "Pediatría: ciencia y filantropía en las publicaciones científicas venezolanas del Siglo XIX" representa una de las investigaciones más profundas y completas, una de las disertaciones más creativas que he podido escuchar desde mi ingreso a la Sociedad Venezolana de Historia de la Medicina», en honor a su presentación como requisito para ser admitida en esta Sociedad como Individuo de Número para ocupar el Sillón XXXII que ocupara brillante y dignamente el Dr. J.J. Gutiérrez Alfaro".

## Formación universitaria
Inició sus estudios universitarios en la Universidad Central de Venezuela, donde obtuvo la Licenciatura en Bibliotecología en 1970. Cursó especializaciones en Bibliotecología en la Escuela Interamericana de Bibliotecología de la Universidad de Antioquia, Colombia (1971), en planificación y desarrollo de recursos humanos para el sector público, en el Instituto Universitario Técnico de la Administración y Hacienda Pública, Cordiplan, Venezuela (1977), y estudios doctorales en Historia en la Universidad Central de Venezuela (2005). Realizó también a nivel de postgrado cursos de ampliación y pasantías en centros de formación como la Universidad de Carabobo (1973), el Instituto Universitario de Tecnología de la Administración y Hacienda Pública, Caracas (1977), la Pontificia Universidad Javeriana, Bogotá (1981), la Graduate School Library Information Science, del Simmons College, Boston (1985), la Universidad Complutense de Madrid (1986), la Universidad de La Habana (1993) y Universidad Central de Venezuela (1994).

## Inicios de su desempeño profesional
Consuelo Ramos de Francisco comenzó a laborar en el área de información durante sus estudios universitarios. Desde 1964 hasta 1967 trabajó en la Biblioteca "Dr. Gustavo H. Machado" del Hospital Municipal de Niños de Caracas; entre 1968 y 1969 realizó la organización de la biblioteca escolar del Colegio Santa Rosa de Lima, Caracas; y de 1967 a 1968 fue bibliotecaria en el área de publicaciones periódicas de la Biblioteca del Instituto de Medicina Experimental de la Universidad Central de Venezuela, UCV.
Una vez graduada,  trabajó a tiempo parcial como Bibliotecóloga en los departamentos de Procesos Técnicos y de Referencia de la Biblioteca Central, UCV (1971-1975);  así como en la Oficina Sanitaria Panamericana de la Organización Mundial de la Salud, OMS, en Caracas (1971-1976). 

## Carrera Académica
Ramos de Francisco comenzó actividades vinculadas a la docencia en la UCV, como Preparadora en la Escuela de Bibliotecología y Archivología, EBA (1968). En ese tiempo también impartió clases sobre bibliotecas médicas en la Escuela de Bibliotecarias del IVSS, Instituto Venezolana del Seguro Social  (1968-1972) y en la Escuela de Bibliotecarias Médicas "Dr. F. González Cabrera" del MSAS, Ministerio de Salud y Asistencia Social (1969-1972). 
En 1972 fue contratada en la Escuela de Bibliotecología y Archivología de la UCV, donde dos años más tarde (1974) ingresó por concurso de oposición. En la UCV ha ejercido la docencia y la investigación por cuatro décadas. Su actividad docente ha trascendido las cátedras de la Escuela de Bibliotecología y Archivología, pues también ha sido profesora de técnicas de investigación documental en los Postgrados de Pediatría y Medicina Interna de la Facultad de Medicina, UCV. Tutora de aproximadamente 130 tesis de pregrado y postgrado. Promotora de los coloquios de investigación en Bibliotecología, Archivología y Ciencias de la Información de la Escuela de Bibliotecología y Archivología, UCV. 
En la UCV desempeñó distintas funciones de orden académico-administrativo. En la Escuela de Bibliotecología y Archivología participó en distintas comisiones y fue Coordinadora Académica y representante profesoral electa ante el Consejo de Escuela. Asimismo fue representante de esa Escuela en distintas comisiones y consejos de la Facultad de Humanidades y Educación, FHE.
Fue coordinadora de Investigación de la Facultad de Humanidades y Educación y miembro principal del Consejo de Investigaciones de la Facultad de Humanidades y Educación (1987, 1990-1999). Representó a esa Facultad ante distintas instancias universitarias, entre ellas, el Consejo de Desarrollo Científico y Humanístico, CDCH, donde se desempeñó como miembro de la Subcomisión Humanística para la evaluación de proyectos de investigación, presidente de la Comisión de Estudios Humanísticos y Sociales y miembro del Directorio del CDCH/UCV (2003-2005).
Consuelo Ramos de Francisco es Profesora Asociado Jubilada y continúa impartiendo clases de la UCV.

## Actividades editoriales
Consuelo Ramos de Francisco fue integrante de la Comisión Técnica Nacional de Evaluación y Cofinanciamiento de Revistas Científicas Nacionales del FONACIT(2000-2009). Asimismo, ha participado en distintos comités editoriales: Comité Asesor de la revista "Extramuros", Comité Editor de la "Revista Venezolana de Historia de la Medicina", Comité Editorial de la revista "Tribuna del Investigador", Comisión de Publicaciones de la Facultad de Humanidades y Educación, UCV. También ha sido asesora de publicaciones periódicas como la "Revista Acta Científica de la Sociedad de Venezolana de Bioanalistas Especialistas" y la "Revista de la Sociedad Venezolana de Microbiología".

## Algunas distinciones
- Orden de Andrés Bello. Presidencia de la República. Venezuela, 1997.
- Orden José María Vargas, Tercera Clase. Universidad Central de Venezuela, 2001
- Premio Bienal APUCV a la Trayectoria Académica Enrique Montbrum. Nivel III. Caracas. Asociación de Profesores de la Universidad Central de Venezuela, APUCV. 2002.
- Individuo de Número, Sillón XXIII de la Sociedad Venezolana de Historia de la Medicina. Palacio de las Academias. Caracas, Venezuela. 2003.
- Profesor Meritorio Nivel III. CONABA, Comisión Nacional del Sistema para el Reconocimiento de Méritos a los Profesores de las Universidades Nacionales. Caracas, 2004.
- Reconocimiento por la trayectoria académica y la labor en educación e investigación en el marco del 60 Aniversario de la Facultad de Humanidades y Educación. Universidad Central de Venezuela. 2006.
- Homenaje a la Profa. Consuelo Ramos de Francisco, en el marco del V Coloquio Investigación en Bibliotecología, Archivología y Ciencias de la Información (Caracas, 2 y 3 de julio de 2008)

## Sociedades científicas y profesionales
- Presidente y Vicepresidente de la Asociación para el Progreso de la Investigación Universitaria. APIU, UCV. Periodo 2013-2015 y 2009-2013, respectivamente.
- Miembro de la Asociación para el Progreso de la Investigación Universitaria. APIU, UCV.
- Miembro - Bibliotecaria de la   Sociedad Venezolana de Historia de la Medicina. Caracas, 2007-2009, 2009-2011.
- Individuo de Número de la Sociedad Venezolana de Historia de la Medicina. Sillón XXXII. Venezuela. 2003- .
- Miembro de la Asociación Venezolana de Archiveros, AVA. Caracas. Desde 1995.
- Miembro de la Sociedad Venezolana de Planificación. Caracas. Desde 1990.
- Miembro de la Asociación de editores de revistas biomédicas venezolanas, ASEREME, Caracas. Desde 1990.
- Miembro y Colaborador Permanente de la Fundación Sistema Nacional de Documentación e Información Biomédica, FUNDASINADIB, IME, UCV, Caracas. Desde 1990.
- Miembro de la Asociación de Profesores de la Universidad Central de Venezuela, APUCV, Caracas. Desde 1974.
- Miembro del Sistema Nacional de Documentación e Información Biomédica, SINADIB. IME, UCV, Caracas. Desde 1974.
- Miembro del Colegio de Bibliotecólogos y Archivólogos de Venezuela, CBAV. Desde 1970.
- Miembro Representante para Venezuela del Centro Universitario de Investigaciones Bibliotecológicas, CUIB, de la UNAM. México.
- Miembro de la Asociación Venezolana para el Avance de la Ciencia, AsoVAC

## Entrevistas
- Día del Bibliotecólogo en Venezuela: entrevista a Consuelo Ramos de Francisco, realizada por Renny Granda, Infotecarios. 2015.
- Hurtado, Rafael Simón y Consuelo Ramos de Francisco. 2008. Si las publicaciones académicas no circulan, el conocimiento está estancado. En : A ciencia cierta.(Universidad de Carabobo)  3 (1):4-5. Depósito Legal: pp200702CA2615.
- Entrevista al doctor José Francisco y a la profesora Consuelo Ramos: Historia de la Pediatría en Venezuela (1.ª parte). Vitae. Academia Biomédica Digital. N° 19, abril-junio de 2004. ISSN 1317-987X.
- Entrevista al doctor José Francisco y a la profesora Consuelo Ramos: Historia de la Pediatría en Venezuela (2.ª. parte). Vitae. Academia Biomédica Digital. N° 20, julio-septiembre de 2004. ISSN 1317-987X.

## Publicaciones
Es autora de artículos en libros, revistas académicas, divulgativas y de trabajos académicos inéditos. 

### Libros y Monografías
- "Ciencia, renovación y docencia: De Vargas a Razetti, 1853-1911" / José Francisco y Consuelo Ramos de Francisco.— En: Facultad Médica de Caracas (1927-2007). Caminos de Historia / editores Rodolfo Papa y Rafael Godoy. Caracas: Facultad de Medicina, UCV, 2007, pp: 73-118.
- "Disctadura, estudios médicos y libertad: entre Razetti y Gabaldón: 1912-1940" / José Francisco y Consuelo Ramos de Francisco.— En: Facultad Médica de Caracas (1927-2007). Caminos de Historia / editores Rodolfo Papa y Rafael Godoy. Caracas: Facultad de Medicina, UCV, 2007, pp: 119-144.

- “La información en ciencias sociales para la sociedad del conocimiento: publicaciones e indicadores bibliométricos” / Consuelo Ramos de Francisco.— En : Las ciencias sociales en Venezuela a inicios del siglo XXI / compiladores: Humberto Ruiz Calderón y María Cristina Parra-Sandoval .—Mérida (Venezuela) : Universidad de los Andes; Consejo de Desarrollo Científico y Humanístico y Tecnológico,  2003. pp. 113-144. ISBN 980-11-0633-0.
- “Anatomía y fisiología de las revistas académicas humanísticas y sociales: políticas, calidad, normas, circulación, evaluación, productividad científica, e indización” / Consuelo Ramos de Francisco .— En : Taller para Editores de Revistas Académicas, Humanísticas y Sociales (III : 2002 : Caracas) .--  Universidad Central de Venezuela. Consejo de Desarrollo Científico y Humanístico. Facultad de Humanidades y Educación. pp. 49-89. ISBN 980-00-2048-9.
- “Historia de la “gota de leche” en Venezuela: paradojas de la lactancia artificial” / Consuelo Ramos de Francisco; José Francisco .— En: Historia, salud y sociedad en Venezuela / Germán Yépez Colmenares (compilador) .—Caracas : Ediciones de Presidencia de la República; FONACIT; IEH; UCV. 2002. pp. 159-180. ISBN 980-03-03-03227
- Indización de publicaciones Académicas. En: Taller Nacional sobre políticas editoriales de los CDCHT y equivalente del CNU. Mérida, ULA /CDCH, 2000. pp.24-48.
- “Indización de publicaciones periódicas académicas” / Consuelo Ramos de Francisco; relator Rafael Cartay.— En : Taller Nacional sobre política editorial de los CDCHT y equivalentes del CNU. Jul. 8,9:1999 : Mérida (Venezuela). pp. 27-58. ISBN 980-11-0435-X.
- “Índices e indización: presencia y visibilidad de las publicaciones científicas universitarias en los índices internacionales” / Consuelo Ramos de Francisco.— En : Taller para Editores de Revistas Universitarias: índices e indización de Revistas (II : 1999 : mar. 17: Caracas) .--  Universidad Central de Venezuela. Consejo de Desarrollo Científico y Humanístico. pp. 27-50.
- “Indización e índices de publicaciones” / Consuelo Ramos de Francisco.— En : Taller para editores de revistas universitarias .—Caracas: Consejo de Desarrollo Científico y Humanístico, 1998. pp. 17-35. ISBN 980-00-1338-5.
- “Captación, selección, arbitraje y preparación de artículos para su publicación” / Consuelo Ramos de Francisco.— En : Jornadas de Análisis sobre la Producción de Revistas en Educación : memoria .—Caracas : Universidad Pedagógica Experimental Libertador. Vicerrectorado de Investigación y Postgrado. Consejo Nacional de Investigaciones Científicas y Tecnológicas, 1997. pp. 171. ISBN 980-273-214-1.
- “La bibliografía educativa venezolana” / Consuelo Ramos de Francisco. —En: La Agenda educativa de la Nación : los retos y desafíos de la educación en el siglo XXI / Orlando Albornoz (compilador) .—Mérida (Venezuela) : Fondo Editorial Fermentum, 1993. pp. 433-445. ISBN 980-07-1675-0.
- La pediatría venezolana a través de su literatura 1830 - 1909. En: Historia de la Salud en Venezuela. Coaut. Coord. Germán Yépez. Caracas. CONICIT / Ed. Tropykos, 1998. p.p. 101 - 118. ISBN 980-325-181-3.

### Revistas
- Ramos de Francisco, Consuelo y José Francisco. 2016. La pediatría a través de su literatura: análisis histórico-documental, especial referencia a Venezuela.  Revista de la Sociedad Venezolana de Historia de la Medicina 65 (1): 21-39.ISSN 0560-4567.
- Stegemann, Herbert y Consuelo Ramos de Francisco. 2014. Literatura gris: nuevos escenarios. Rescate bibliográfico académico en Venezuela. Revista Médica Razetti. (Baquisimeto), octubre 12 (1): 64-69.
- Ramos de Francisco, Consuelo. 2012. Crisis actual y futuro de las revistas médico-científicas venezolanas.  Revista de la Sociedad Venezolana de Historia de la Medicina 60 (1-2): 3-4. ISSN 0560-4567
- Pineda, Héctor y Consuelo Ramos de Francisco. 2011. Descripción, indización y acceso a la documentación del Fondo Capitanía General de Venezuela (1815) y aplicación de normas de descripción de archivos ISAD:G. Boletín del Archivo Histórico (Universidad de Los Andes), Año 10, julio-diciembre, (18): 69-92. ISSN 1316-872X.
- Ramos de Francisco, Consuelo y José Francisco. 2009. Frida Kahlo: enfermedad, sentimiento y arte en su obra pictórica (1907-1954).  Revista de la Sociedad Venezolana de Historia de la Medicina 58 (1-2): 168-177. ISSN 0560-4567

- Ramos, Consuelo y José Francisco. 2006. Historia de la salud y de la medicina latinoamericana y del Caribe. Revista de la Sociedad Venezolana de Historia de la Medicina 55 (1-2): 42-54. (Serie histórica N° 89-90). ISSN 0560-4567.

- Ramos, Consuelo. 2005. Pediatría, Ciencia y Filantropía en las publicaciones científicas venezolanas del siglo XIX. Revista de la Sociedad Venezolana de Historia de la Medicina 54 (1-2):8-28.  ISSN 0560-4567.
- Ramos, Consuelo. 2005. La Revista y Publicaciones Académicas en la Sociedad del Conocimiento: Situación, Retos y Desafíos. Revista Memoralia. UNELLEZ. San Carlos, Edo. Cojedes. 2: 93-113. ISSN 0560-4567.
- Paredes, Erlyn; Nilza Pérez y Consuelo Ramos. 2005. Gestión de Información para medir la producción y productividad científica de la Facultad de Ciencias de la Universidad Central de Venezuela. Enl@ce. Revista Venezolana de Información, Tecnología y Conocimiento 2 (1): 47-63. ISSN 1690-7515.
- Ramos, Consuelo y Ana C. Osuna. 2004. De la documentación a la ingeniería documental: pasado, presente y futuro de la gestión del documento. Extramuros. Revista de la Facultad de Humanidades y Educación de la UCV. Caracas. (21): 67-91. ISSN 1316-7480.
- Ramos, Consuelo y Mónica Docampo. 2004. La investigación humanística: una revisión de la Coordinación de Investigación de la Facultad de Humanidades y Educación FHE/UCV. Extramuros. Revista de la Facultad de Humanidades y Educación de la UCV. Caracas. (21): 261-289. ISSN 1316-7480.
- Ramos, Consuelo y M. Torrealba.2003. Publicaciones académicas: indicadores de producción y productividad científica en la gestión del conocimiento. Extramuros. Revista de la Facultad de Humanidades y Educación de la UCV. Caracas. (18): 117-138. ISSN 1316-7480.
- Ramos, Consuelo y Adriana Colmenares. 2003. Análisis de la discografía venezolana en música académica a través del método musicométrico. Escritos. Revista universitaria de arte y cultura. Escuela de Artes y Dirección de Cultura de la UCV. Caracas. (17/19). ISSN 1316-6204.
- Ramos, Consuelo y José Francisco. 2003. Historia de la literatura pediátrica latinoamericana. Revista de la Sociedad Venezolana de Historia de la Medicina. Caracas. (82): 29-44. ISSN 1316-6204.
- Ramos, Consuelo y José Francisco. 2002. La Gota de leche en Venezuela: paradojas de la lactancia artificial. Informe Médico. Caracas. 4 (4): 107-121. ISSN 1316-9688.
- Ramos, Consuelo. 2001. Información en Ciencias Sociales y Sociedad de la Información. Publicaciones e indicadores bibliométricos. Acta Científica Venezolana 52 (2). ISSN 0001-5504.
- Ramos, Consuelo. 2001. Visión y revisión de las revistas científicas académicas como parámetro de productividad científica (calidad, normas, políticas e indización). Extramuros. Revista de la Facultad de Humanidades y Educación de la UCV. Caracas. (14): 27-62. ISSN 1316-7480.
- Ramos, Consuelo. 1998. Indización de Publicaciones ¿Cómo entrar en los índice internacionales?. Extramuros. Revista de la Facultad de Humanidades y Educación de la UCV. Caracas. (10): 53-72. ISSN 1316-7480.
- Ramos, Consuelo y José Francisco. 2000. La medicina infantil en el periodo gomecista: 1908-1935. Informe Médico. Caracas. 2 (2): 107-121. ISSN 1316-9688.
- Ramos, Consuelo y Rosario Vera.  2000. De la Biblioteca de Alejandría a la biblioteca virtual: nuevas formas de publicar, la ventana humanística en el ciberespacio. Extramuros. Revista de la Facultad de Humanidades y Educación de la UCV. Caracas. (13): 85-107. ISSN 1316-7480
- Ramos, Consuelo y Rosario Vera. 1997. Pedro Cunill Grau. Un Académico al servicio de la geografía latinoamericana: Estudio Bibliohemerográfico. Terra. Revista del Instituto de Geografía y Desarrollo Regional de la UCV.Caracas. 13 (22): 11-73. ISSN 1012-7089.
- Ramos, Consuelo y José Francisco. 1996. La enseñanza de la pediatría y la puericultura en Venezuela. Revista de la Sociedad Venezolana de Historia de la Medicina 45 (70): 646-673. ISSN 0560-4567.
- Ramos, Consuelo. 1996. Investigación bibliométrica en Pediatría: Aspectos Históricos. Estudio Histórico-Métrico. Revista de la Sociedad Venezolana de Historia de la Medicina 45 (70): 917 – 932. ISSN 0560-4567
- Ramos, Consuelo. 1996. Las Bibliotecas en la Educación Venezolana. (1830 - 1990). Revista de Pedagogía XVII (47): 29-50.ISSN 0798-9792.